# Edward Haupt

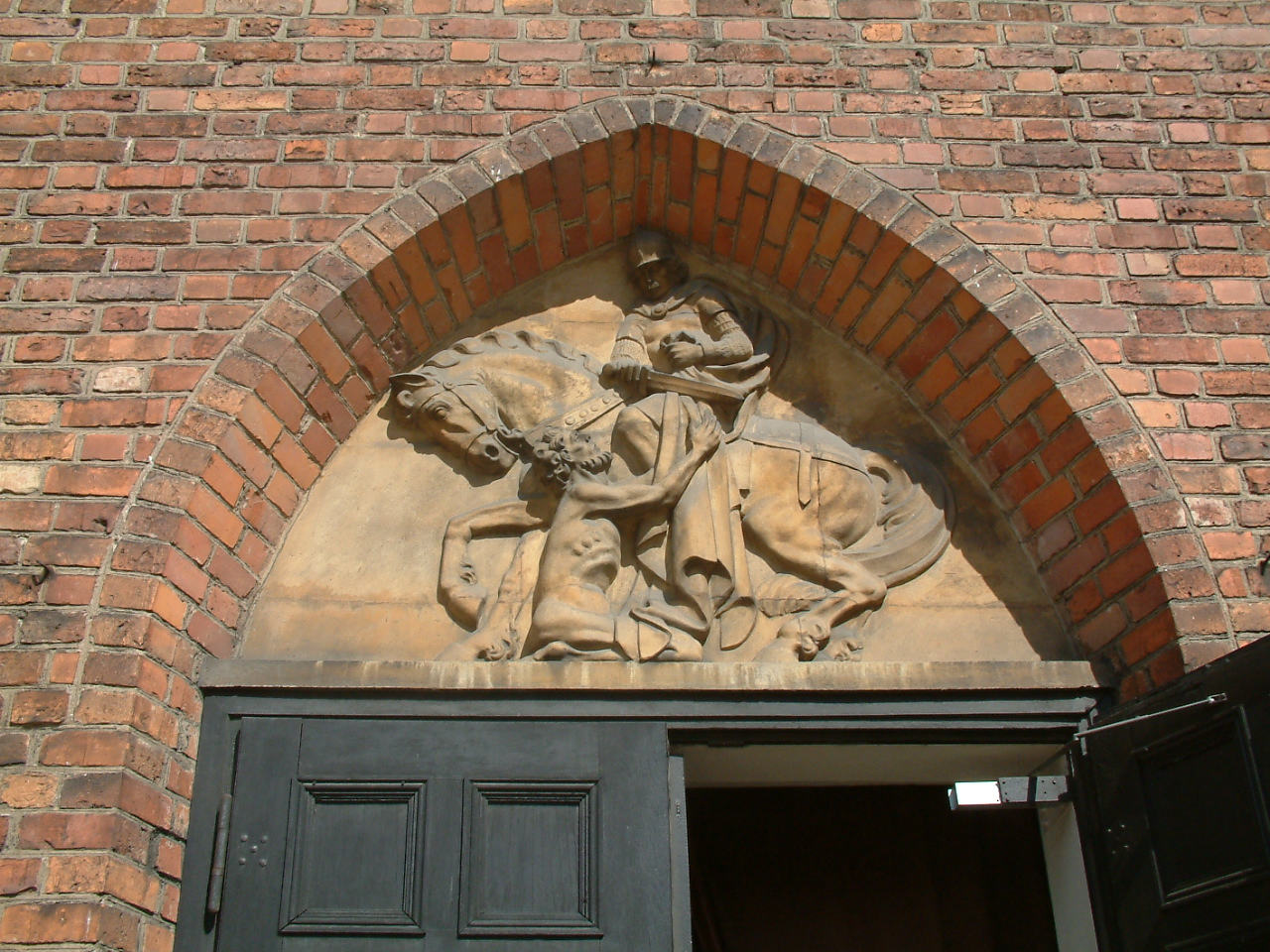
Tympanon w kościele św. Marcina w Poznaniu (1953)

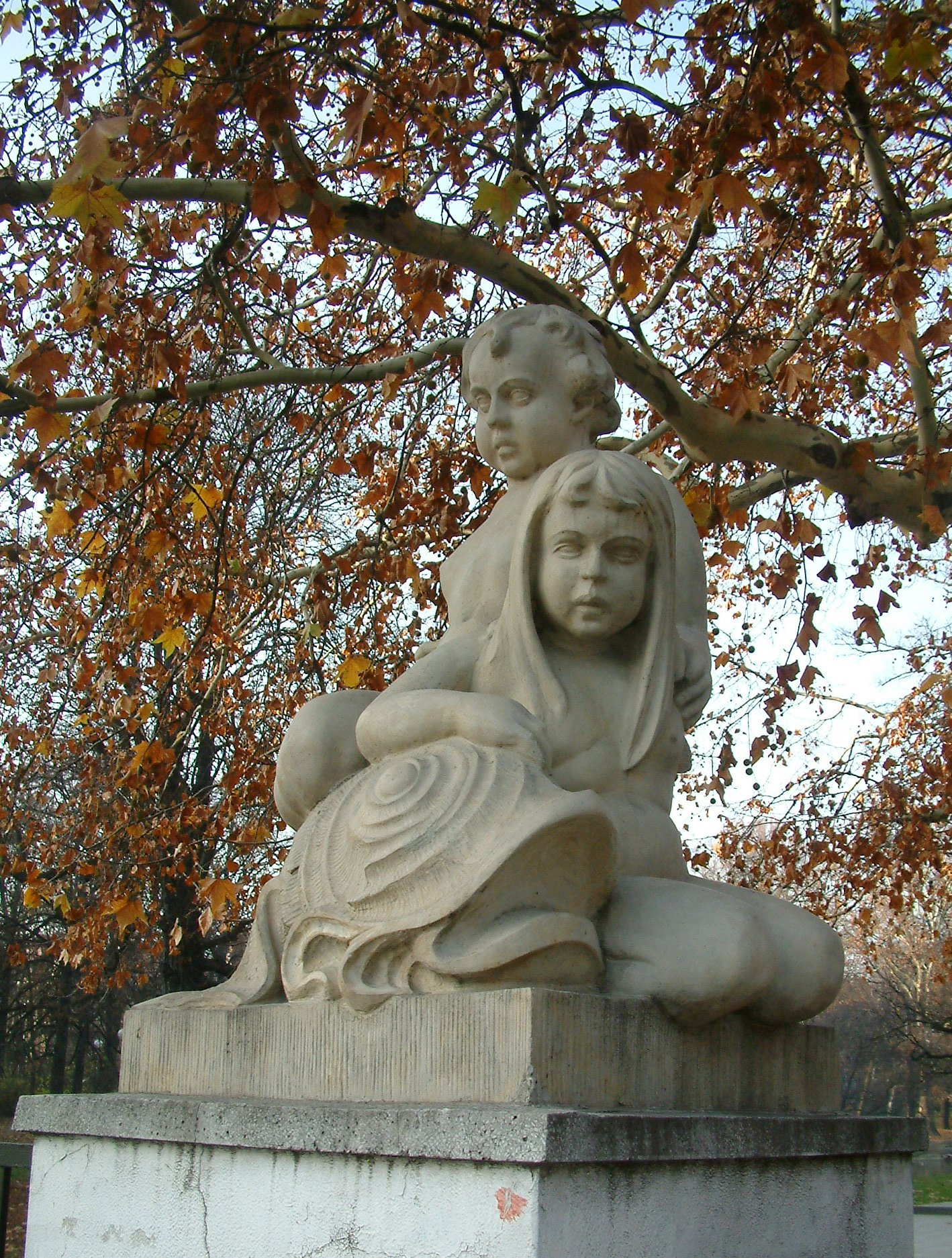
Figury przy wejściu do Parku Wilsona w Poznaniu

Edward Haupt (ur. 29 lipca 1893 w Skarboszewie, zm. 15 listopada 1970 w Poznaniu) – polski rzeźbiarz.

## Życiorys
Syn Alberta i Wiktorii z Leszczyńskich. W roku 1910 podjął studia w akademii berlińskiej, trzy lata pracował u Hugona Lederera. W 1913 zamieszkał w Poznaniu i związał się ze Stowarzyszeniem Artystów Wielkopolskich. 1914 – 1918 wcielony do armii niemieckiej, przebywał na froncie zachodnim. W grudniu 1918 wrócił do Poznania. Wziął udział w powstaniu wielkopolskim. Po odzyskaniu niepodległości otworzył własną pracownię artystyczną. Lata okupacji hitlerowskiej spędził w Krakowie. W 1945 powrócił do Poznania.
Spoczywa na cmentarzu junikowskim (pole 9-K-5-5).

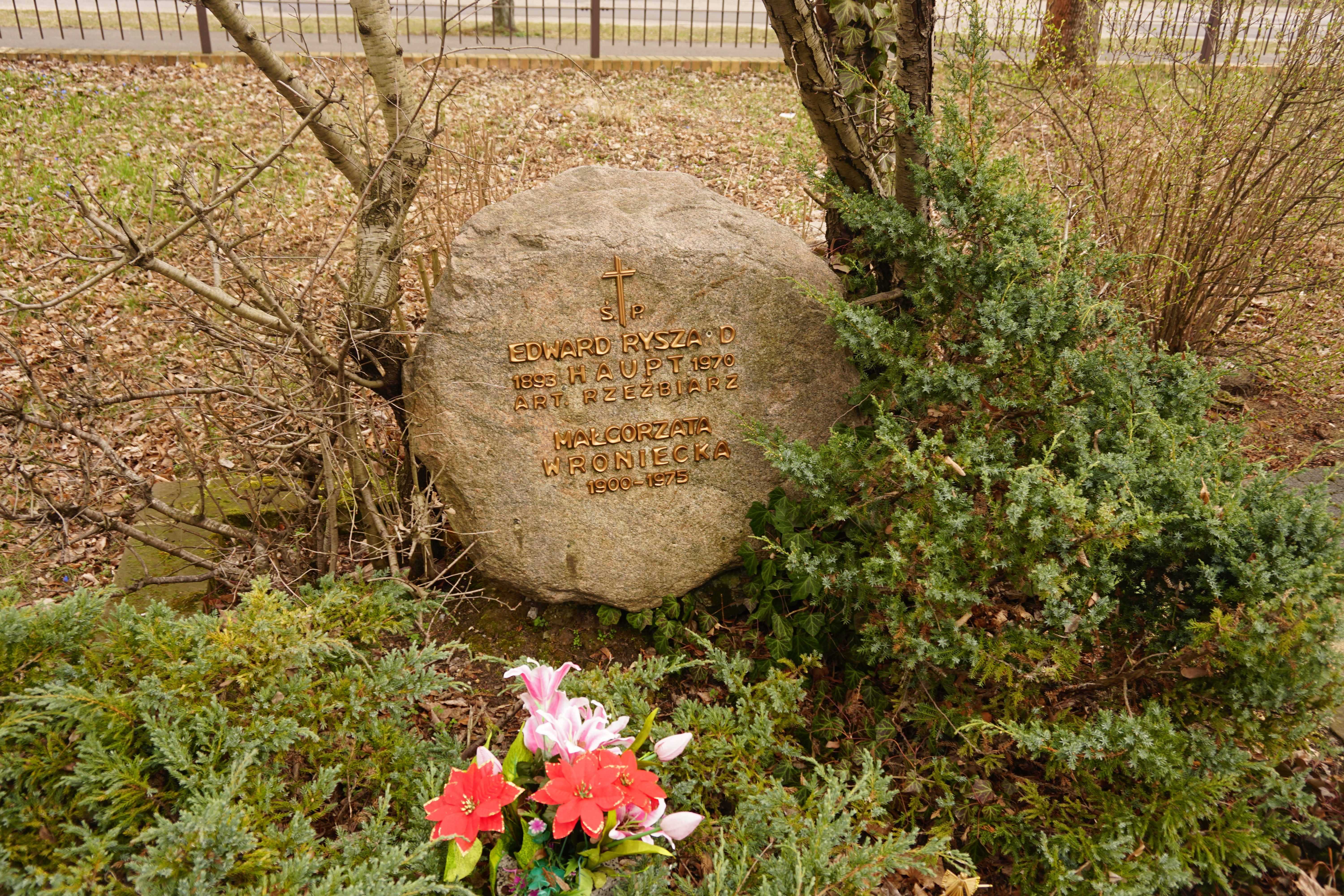
Grób Edwarda Haupta na Cmentarzu Junikowskim

## Dzieła

### Twórczość przedwojenna
- Powstaniec wielkopolski, Powstaniec śląski (1921), Prawo ziemi (1920), Wojna (1923),
- Pomnik Kasprowicza w Inowrocławiu i Ciechocinku, Jakuba Wujka w Wągrowcu, Madonna dla Biblioteki w Liège, tablica pamiątkowa Wilkońskiego w Inowrocławiu,
- udział w wystawach: Wojenna – Poznań 1920, Salon Jesienny – 1923; w bydgoskim (1927) i leszczyńskim (1927) muzeum; poznańskiego Towarzystwa Numizmatycznego; medale i plakiety polskie w Pradze, polskie medalierstwo w Antwerpii, Brukseli - za medal z portretem króla Belgii Leopolda III, odznaczony Krzyżem Kawalerskim Orderu Korony Belgijskiej,
- współpraca z poznańskim kabaretem literackim - liczne pacynki i karykatury do szopek,
- rzeźby kameralne, charakterystyczne dla realizmu polskiego lat międzywojennych: plakieta z wizerunkiem Stefana Batorego, królowej Jadwigi, Kobieta w płaszczu,
- rzeźby zdobiące wejście do Parku Wilsona w Poznaniu, rzeźba marabuta z muru otaczającego Stare ZOO, Macierzyństwo w obrębie Dziecińca pod Słońcem.

### Twórczość powojenna
- głównie realizacja zamówień poznańskiego Zarządu Miejskiego (m.in.: plakieta z portretem Ludwika Solskiego – 1945, tablice pamiątkowe ku czci Karola Marcinkowskiego - 1946, Marcina Kasprzaka; Robotnik – 1949; Puszkina, Fiedlera – 1950) oraz innych zleceń: plakieta z wizerunkiem Jana Długosza i tablica pamiątkowa (na dom w Sandomierzu), pomnik Staszica i tablica pamiątkowa dla szpitala w Pile – 1960, a także pomnik Staszica w Ciechocinku – 1961,
- rekonstrukcja pomnika Moniuszki w Poznaniu autorstwa Marcina Rożka,
- odnowienie Fontanny z delfinami w Poznaniu[4].

## Odznaczenia
- Krzyż Kawalerski Orderu Odrodzenia Polski
- 1937: Order Korony Belgijskiej[5]